# 卡罗琳娜·科塞
‌

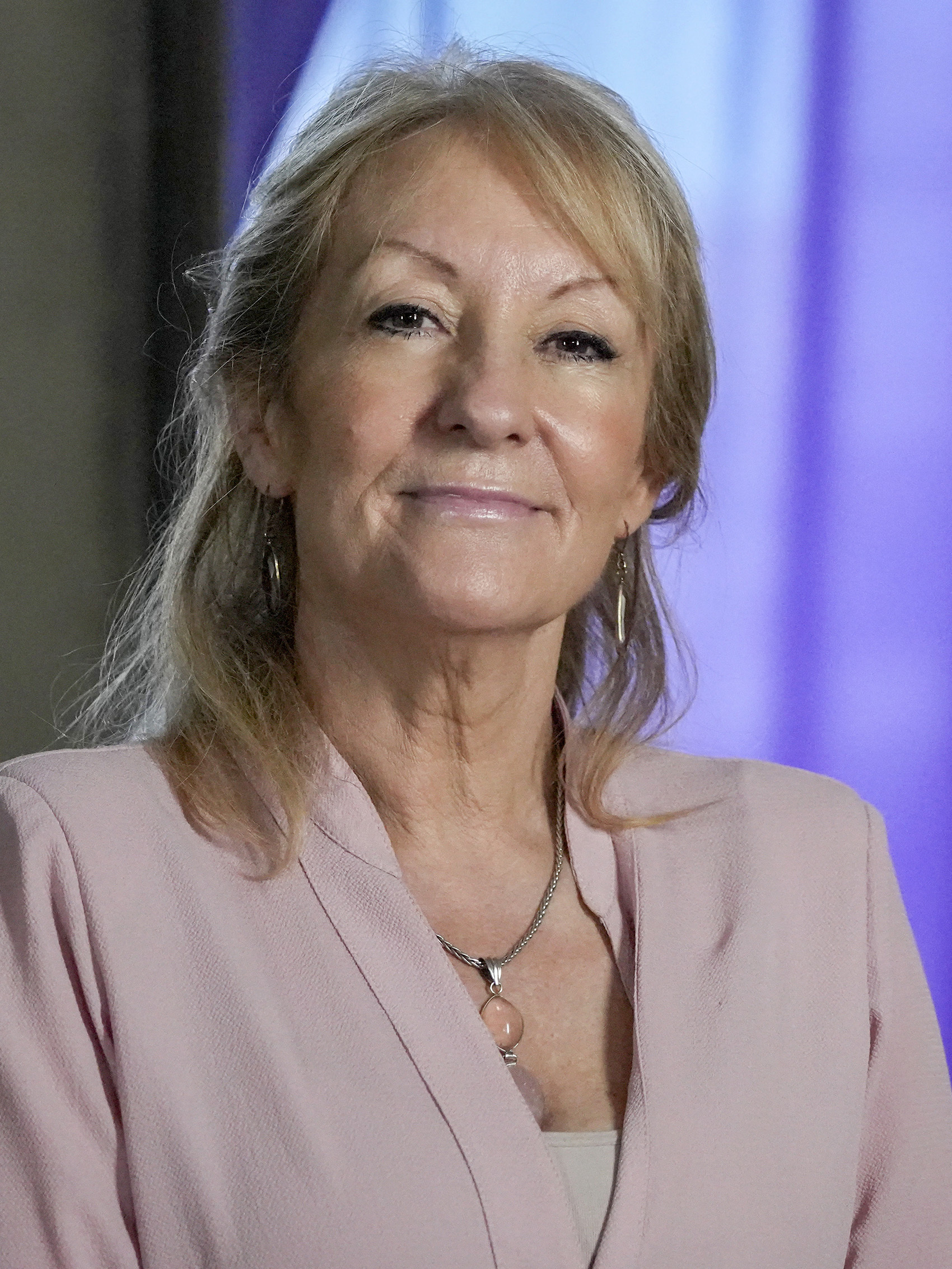
卡罗琳娜·科塞

安娜·卡罗琳娜·科塞·加里多（西班牙語：Ana Carolina Cosse Garrido；1961年12月25日—）是乌拉圭的一个电气工程师和政治家。她出生于蒙得维的亚，父亲是演员、戏剧导演和作家比利亚努埃瓦·科塞。她毕业于共和国大学；在上大学期间，她加入共产主义青年联盟。她是广泛阵线的成员，在塔瓦雷·巴斯克斯的第二个总统任期（2015年—2019年）里，担任工业、能源和矿业部长。2020年2月—11月，任乌拉圭参议院议员。2020年11月—2024年7月，任蒙得维的亚省省长。2025年至今，任乌拉圭副总统。